# Череменецкий Иоанно-Богословский монастырь
Черемене́цкий Иоа́нно-Богосло́вский монасты́рь — мужской монастырь Гатчинской епархии Русской православной церкви, расположенный на полуострове на Череменецком озере в Лужском районе Ленинградской области в местечке Череменец Скребловского сельского поселения.

## История
Первое документальное упоминание о монастыре святого Иоанна Богослова, что на Череменце озере, появляется в платёжной (перечневой) книге 1497/98 года Шелонской пятины, но оно не содержит точной информации, когда он был основан. Предполагают, что возникновение обители относится к концу XV века, но раскопки, проведённые на территории монастыря, говорят, что он был основан раньше. Устное предание гласит, что во времена царствования великого московского князя Иоанна III в 1478 году на острове, где стоит теперь монастырь, крестьянину деревни Русыня по имени Мокий явилась икона святого апостола и евангелиста Иоанна Богослова. Князь, услышав об этом явлении, повелел основать на острове монастырь во имя этого святого.
В конце XVI века среди построек монастыря, находившегося в Шелонской пятине Петровском погосте, были церкви, кельи, конюшни, мельница. Все они были деревянными, кроме собора. В 1581 году в ходе русско-польской войны обитель была завоёвана польско-литовскими войсками Стефана Батория, а братия частью взята в плен, а частью побита, в живых остался лишь иеромонах Закхей с двумя старцами. Об этом упоминается в писцовой книге 1581/82 года письма Леонтия Ивановича Аксакова.
Моностырь Богословской на Черменце озере, а в нём церковь камена Иван Богослов, да церковь древена Рожество Пречистые с трапезою и с келарскою, зжен и воеван от литовских людей. А на пожарище остался в монастыре чёрной поп Закхей, да два старца, да шестнатцать мест келейных, а старцов побили и в полон поимали литовские люди. А незженых дв. конюшенной монастырской, да четыре житницы, да мелница лошединая. А около монастыря ограда древена в забор.
Позже монастырь был вновь восстановлен.
Обитель всегда была самостоятельной, только в конце XVII столетия была попытка сделать её приписной Вяжищскому Николаевскому монастырю под Новгородом. Однако за Череменецкую обитель вступились окрестные помещики, и обитель сохранила свою самостоятельность, хотя казна, бумаги и хлеб были вывезены в Вяжищи. При установлении штатов во время правления Екатерины II, в 1764 году, Череменецкая обитель оказалась «за штатом», на своём содержании. Казна монастыря складывалась из доходов от угодий, приношений богомольцев и частных пожертвований.

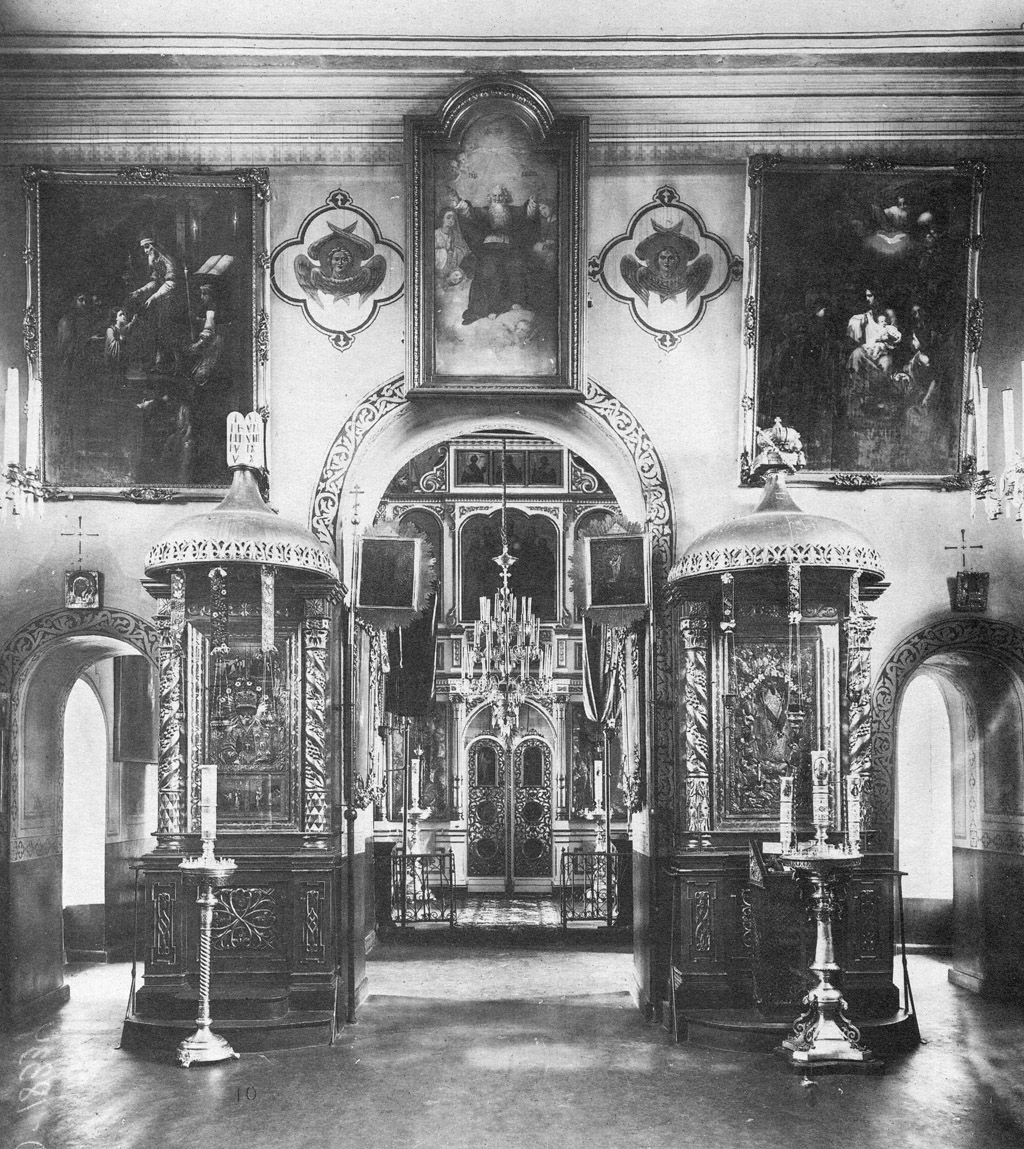
Интерьер церкви Череменецкого Иоанно-Богословского монастыря

В 1767 году в кельях Череменецкого монастыря было размещено духовное правление Залесской половины Шелонской пятины; несколько лет спустя оно было преобразовано в Череменецкое духовное правление. В 1788 году к Череменецкому духовному правлению Петербургской епархии были приписаны несколько деревень из Новгородской епархии, а в 1795 году 19 церковных приходов были переданы в Гдовское духовное правление. В 1800 году Череменецкое духовное правление было переименовано в Лужское и переведено в город Лугу.
После революции 1917 года в обители была создана сельхозартель, в которой трудились оставшиеся монахи. Другую часть монастыря занял детский интернат, отделённый от обители колючей проволокой. В 1930 году монастырь был закрыт, а его здания отданы артели «Красный Октябрь». Почти все иноки были арестованы. Кладбище, на котором были похоронены местные дворяне и настоятели монастыря, полностью разрушено. В последующие годы здесь находилась школа садоводства, и с 1967 года до конца 1980-х — Череменецкая турбаза, некоторые объекты которой остаются на территории монастыря до сих пор.
В 1995 году инспекция по охране памятников начала работы по сохранению уцелевших конструкций Иоанно-Богословского собора. В 1997 году по благословению митрополита Санкт-Петербургского и Ладожского Владимира монастырь возобновлён. 21 мая 1999 года, на престольный праздник монастыря из Казанского собора города Луги в обитель перенесена икона святого апостола и евангелиста Иоанна Богослова. С 2000 года для размещения подворья монастыря была передана бывшая киновия Александро-Невской лавры (Санкт-Петербург, Октябрьская набережная, дом 18).

## Архитектура

### До революции

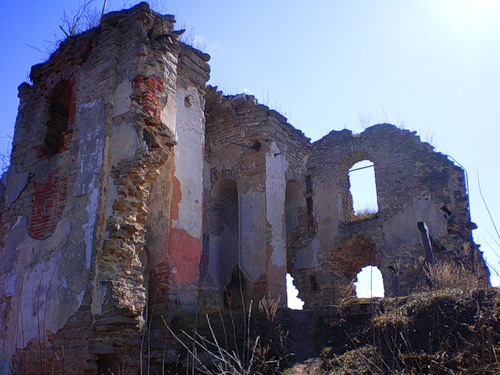
Руины Череменецкого Иоанно-Богословского собора

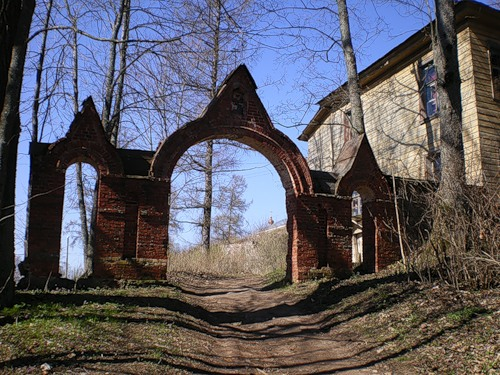
Арка над главным входом в Череменецкий Иоанно-Богословский монастырь

Храмов в обители было два. Главный — пятиглавый Иоанно-Богословский собор, выстроенный в XVI в. из белого известняка — стоял на высоком насыпном холме посреди острова. Рядом — небольшая каменная церковь Преображения Господня, построенная в 1707 г. на месте старой деревянной церкви Рождества Пресвятой Богородицы. Богословский собор имел над папертью высокую колокольню в виде восьмигранного столба, который венчался главкой с крестом. К острову приплывали на лодках. Причал находился с южной стороны, там же находились и главные ворота. Недалеко от главных ворот был устроен другой вход. Между воротами и входом в ограду монастыря была встроена гостиница. Неподалёку располагалась другая гостиница, перестроенная из хлебного амбара. За гостиницами по всему пологому скату был разбит фруктовый сад. В конце XIX века был устроен третий вход в монастырь. Расположенный в юго-восточном углу острова, он стал главным. По перешейку, соединявшему остров с берегом озера, к нему вела дорога. Вокруг островного холма со всех сторон стояли кельи, встроенные в ограду монастыря. В конце XIX века были выстроены каменная братская трапезная и братский корпус. В монастыре были устроены мастерские — портняжная и сапожная. Были и хозяйственные заведения: хлебопекарня, квасоварня, ледник. Хозяйственные постройки и огороды располагались на небольшом островке, позже присоединённом к главному острову. В начале XX века здесь было довольно много построек. Среди них: скотный двор, молочня, коровник, кузница, гумно с ригой, ледник, сенные сараи, бани и прачечные. Монастырь сам обеспечивал себя всем необходимым. В 1903 году по проекту инженера-архитектора Н. Г. Кудрявцева было построено деревянное двухэтажное здание церковно-приходской школы. Монахи Череменецкого монастыря стали обучать крестьянских детей из окрестных деревень. В 1914 году был утверждён проект того же инженера Н. Г. Кудрявцева постройки нового собора в византийском стиле. Однако в связи с началом Первой мировой войны работы так и не были начаты.

### В настоящее время

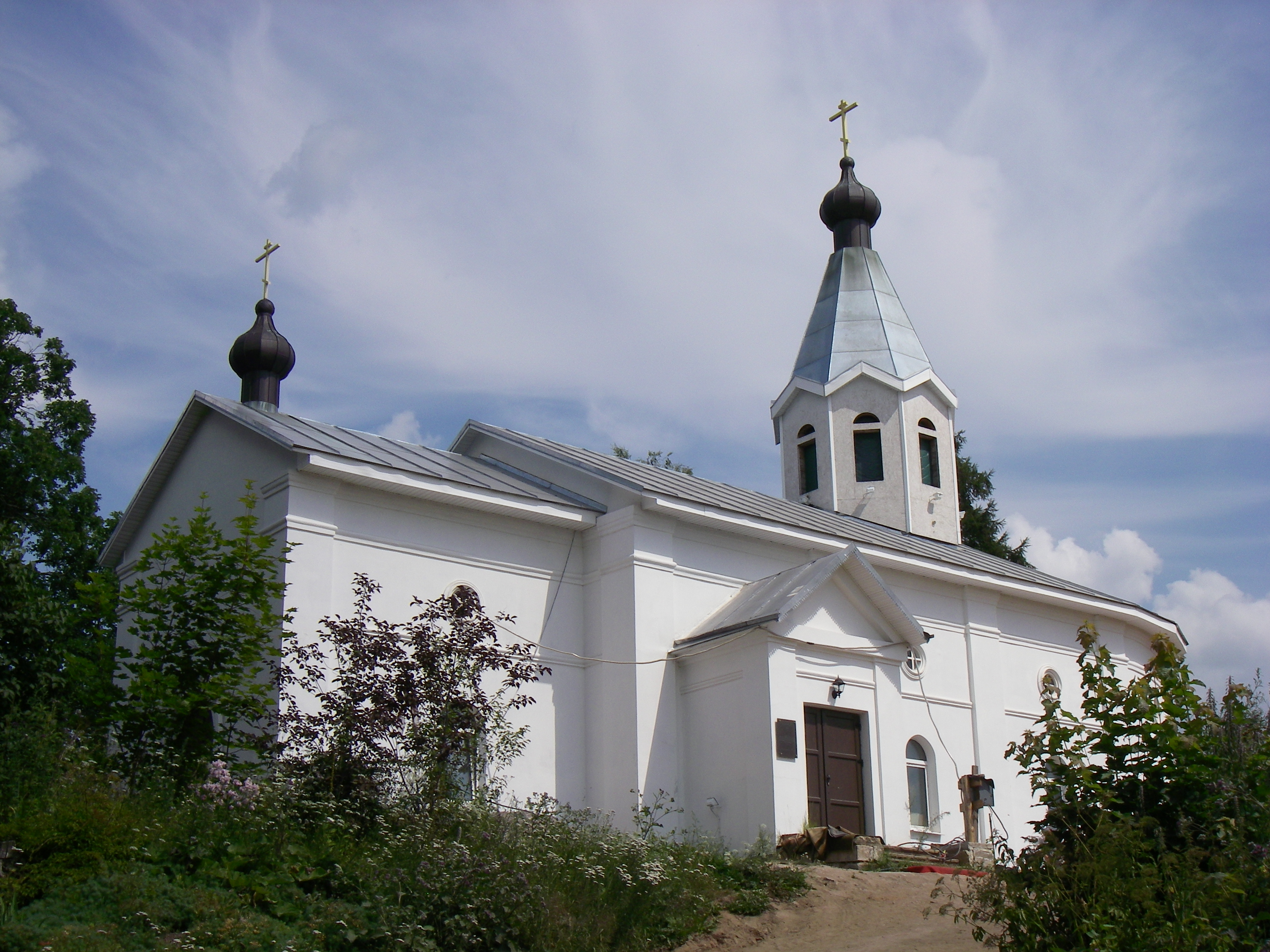
церковь Преображения Господня

Центральное место в композиции монастыря до недавнего времени занимали руины собора Иоанна Богослова, который стоял на самой высокой точке холма. Рядом с руинами на деревянных опорах была поставлена небольшая звонница. В 2012 году здание собора было практически отстроено заново. В феврале 2013 года на храм были водружены шесть куполов, кресты и колокола.
Рядом находится восстановленная церковь Преображения Господня, от которой вниз, к подножию холма, ведёт древняя каменная лестница. К ней из-за пределов монастыря попадают по дорожке, ведущей через стилизованные ворота. За пределами монастырских построек остров покрыт тихим старинным парком.

## Святыни

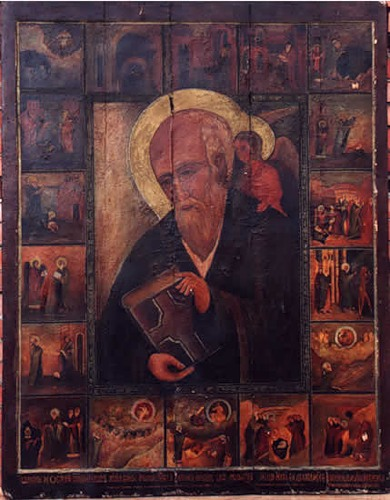
Икона св. ап. и ев. Иоанна Богослова (XV век)

Главная святыня обители — явленная чудотворная икона св. ап. и ев. Иоанна Богослова (XV в.). Она имела богатую ризу и находилась в Иоанно-Богословском соборе в четырёхъярусном иконостасе рядом с образом Спасителя. В 1895 году Великий князь Константин Константинович подарил для иконы большую серебряную лампаду в память о последних посещениях монастыря.

## Настоятели
- Антоний (Бочков) (1862—1866)
- Вениамин (Муратовский) (1896—1897)
- Митрофан (Осяк) (с 13 октября 1997) исполняющий обязанности до 9 июня 1998 года